# Liana Orfei
Liana Orfei (San Giovanni in Persiceto, 6 de junio de 1937) es una artista de circo, actriz, cantante y empresaria italiana. Apareció en más de 30 películas entre 1959 y 1971.

## Trayectoria
Nacida en San Giovanni in Persiceto, Emilia-Romaña en el seno de una familia romaní en Italia, hija y sobrina de famosos artistas circenses, desde su infancia Orfei empezó a dedicarse a actividades típicas del sector, como ser payasa, amazona e incluso domadora de fieras.
Se casó en 1954 con el malabarista Angelo Piccinelli. Sin dejar su actuación en el circo, cinco años más tarde, inició su carrera cinematográfica en 1959, cuando interpretó algunos papeles secundarios en varias películas de género de aventuras y péplum y en algunas comedias. En poco tiempo consiguió producciones y papeles más importantes, trabajando con directores como Ettore Scola, Mario Monicelli, Antonio Pietrangeli o Dino Risi. Se retiró de la actuación tras interpretar un papel inspirado en ella misma en I clowns, película de Federico Fellini de 1970. También actuó en teatro y televisión.
En 1962, junto a sus hermanos Nando y Rinaldo, creó su propio circo, uno de los primeros espectáculos de tres pistas de Italia, llamado "Circo a 3 piste Orfei". En 1970 se convirtió en "Circorama", incluyendo proyecciones de películas en una pantalla de cinemascope entre los números o de fondo. Para sus producciones circenses, contrataba personalmente a algunos de los mejores números del mundo, su circo contaba con casi 20 elefantes, tres pistas de caballos en libertad y una colección de animales salvajes y exóticos.
De 1973 a 1975, creó el espectáculo de revista de circo "Il Circo delle Mille e una Notte". En 1976, creó un espectáculo de circo femenino inspirado en la mitología antigua, llamado "Il Circo delle Amazzoni". Un año más tarde, los hermanos se sepraron y junto a su hermano Rinaldo, continuó una versión de "Circorama" hasta 1984.
Se divorció de Piccinelli y desde 1975 está casada con Paolo Pristipino.Con Pristipino fundó a finales de los años 70, en Roma, la sala de conciertos Tendastrice. En 1978, empezó a hacer giras en teatros como cantante con su espectáculo unipersonal, realizó algunas grabaciones y se presentó en varios programas de televisión.
En su sala de conciertos, en 1982, acogieron el estreno mundial de una compañía del Circo Estatal de Corea del Norte. En 1984, fundó la compañía de circo Golden Circus de Liana Orfei y el Golden Circus Festival, evento que se celebra cada invierno en Roma, y está considerado como uno de los festivales internacionales de circo más importantes y que en 2008 celebró su 25º edición. En 2005 creó la Scuola Nazionale di Circo di Lina Orfei, para la formación de artistas circenses.
En 2016 sala de conciertos Tendastrice sufrió un incendio que provocó daños por valor de un millón de euros. En 2017, la compañía de circo Golden Circus de Liana Orfei realizó un espectáculo para el Papa Francisco.
En 2020, Orfei escribió el libro Romanzo di vita vera. La regina del circo, su biografía.
Es prima de la actriz y también artista de circo Moira Orfei.

## Reconocimientos
El 4 de abril de 1992 se le concedió oficialmente la distinción de Comendadora de la República Italiana al mérito artístico. También ha sido galardonada con el Gran Premio Corallo città di Alghero en 2011 y el Guadarland Magic Circus en 2017.

## Filmografía seleccionada
- Tipi da spiaggia (1959)
- Attack of the Moors (1959)
- Guardatele ma non toccatele (1959)
- Knight of 100 Faces (1960)
- Terror of the Red Mask (1960)
- Le signore (1960)
- La Dolce Vita (1960)
- Mill of the Stone Women (1960)
- Gentlemen Are Born (1960)
- Pirates of the Coast (1960)
- Rage of the Buccaneers (1961)
- Nefertiti, regina del Nilo (1961)
- Hercules in the Valley of Woe (1961)
- The Tartars (1961)
- Damon and Pythias (1962)
- The Avenger (1962)
- Duel of Fire (1962)
- Hercules, Samson and Ulysses (1964)
- Casanova 70 (1965)
- I nostri mariti (1966)
- Diamonds Are a Man's Best Friend (1966)
- Il profeta (1968)
- Fortunata y Jacinta (1969)
- Come, quando, perché (1969)
- I clowns (1970)